# 赞助式广告
赞助式广告确切的说是一种广告投放传播的方式，而不仅仅是一种网络广告的形式．它可能是通栏式广告，弹出式广告等等形式中的一种，也可能是包含很多广告形式的打包计划，甚至是以冠名等方式出现的一种广告形式．赞助式广告的常见的几种包括：内容赞助式广告，节目／栏目赞助式广告，事件赞助式广告，节日赞助式广告等。